# لزلی ریچ
لزلی ریچ (به انگلیسی: Leslie Rich) (زادهٔ ۲۹ دسامبر ۱۸۸۶) شناگر اهل ایالات متحده آمریکا است.